# Stopplaats Ouderkerk
Ouderkerk (Odk) is een voormalige stopplaats van de Spoorlijn Utrecht - Rotterdam nabij de huidige stations Capelle Schollevaar en Nieuwerkerk a/d IJssel, aan de inmiddels opgebroken spoorlijn naar Rotterdam Maas. De stopplaats Ouderkerk was open van 15 oktober 1903 tot 15 mei 1935.
De stopplaats was bedoeld voor de inwoners van Ouderkerk aan den IJssel, dat aan de overkant van de Hollandsche IJssel ligt. Om de stopplaats te bereiken moesten zij de Hollandsche IJssel overvaren en vervolgens enkele kilometers lopen.